# Kentaro Uramoto
Kentaro Uramoto (浦本 賢太郎 Uramoto Kentaro?), född 13 november 1982 i Oita prefektur, är en japansk före detta fotbollsspelare.
Uramoto började sin karriär 2001 i Oita Trinita. Han spelade 5 ligamatcher för klubben. Han avslutade karriären 2004.